# Джорджо Горла
Джорджо Горла (італ. Giorgio Gorla, 7 серпня 1944) — італійський яхтсмен.
Бронзовий призер Олімпійських Ігор 1980 (клас Зоряний), 1984 (клас Зоряний) років.